# Astropecten
Astropecten är ett släkte av sjöstjärnor som beskrevs av Gray 1840. Astropecten ingår i familjen kamsjöstjärnor.

## Bildgalleri

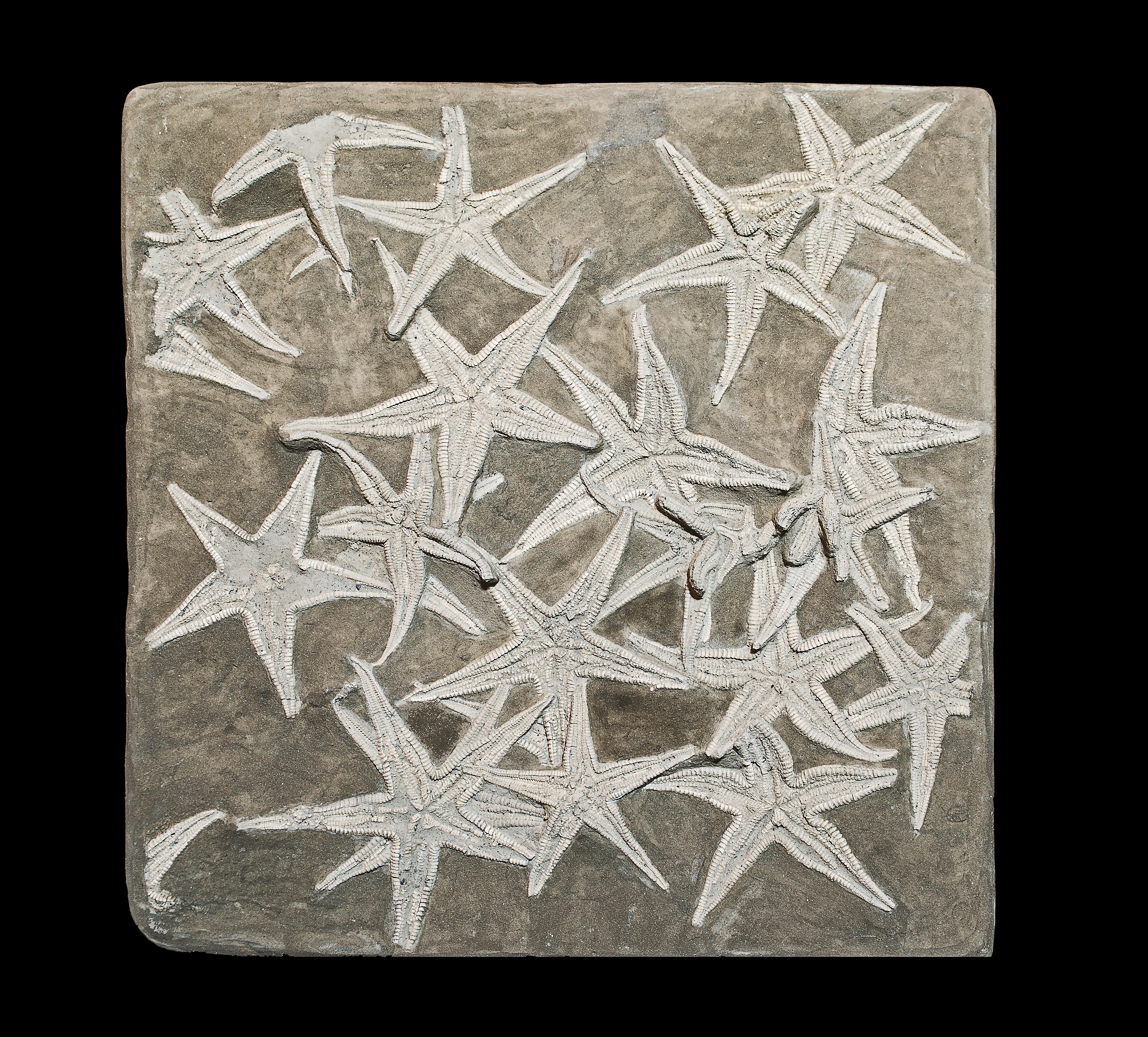
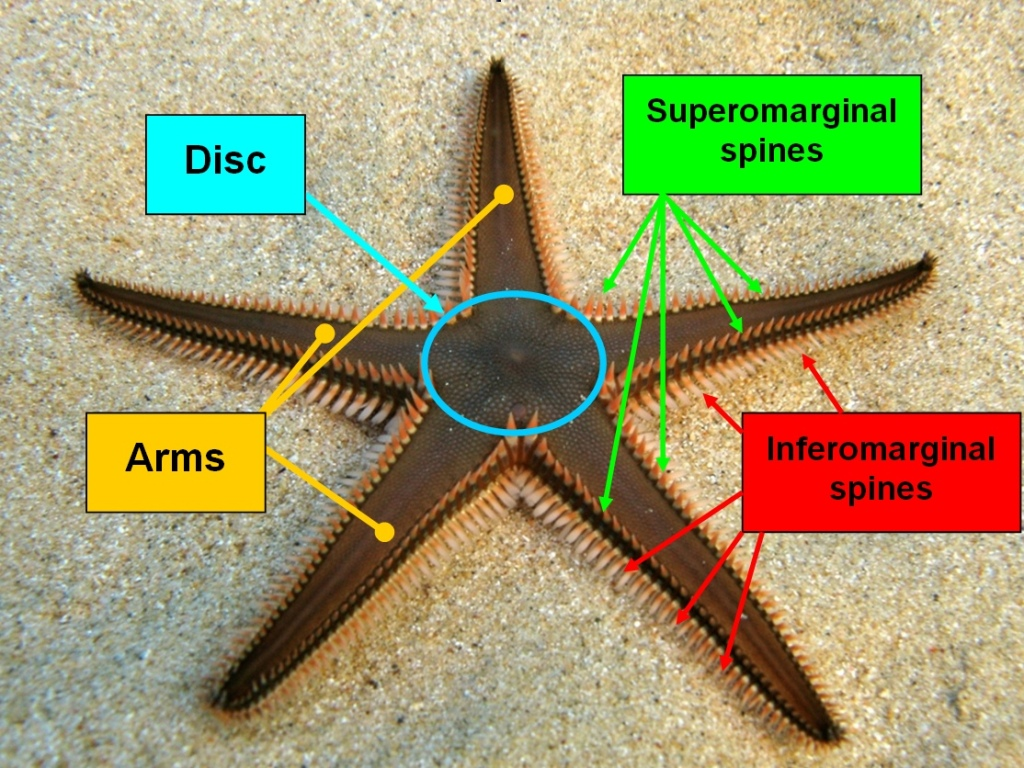
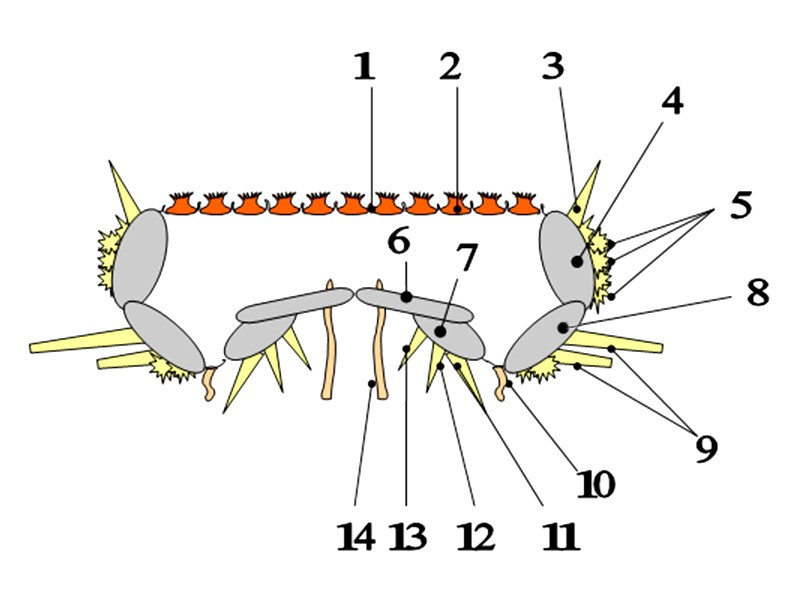
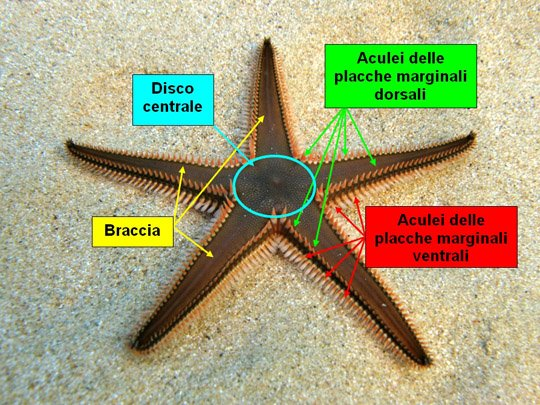

## Dottertaxa tillAstropecten, i alfabetisk ordning[1][2]
- Astropecten acanthifer
- Astropecten acutiradiatus
- Astropecten africanus
- Astropecten alatus
- Astropecten alligator
- Astropecten americanus
- Astropecten anacanthus
- Astropecten andersoni
- Astropecten antillensis
- Astropecten aranciacus
- Astropecten armatus
- Astropecten articulatus
- Astropecten bandanus
- Astropecten bengalensis
- Astropecten benthophilus
- Astropecten bispinosus
- Astropecten brasiliensis
- Astropecten brevispinus
- Astropecten calcitrapa
- Astropecten carcharicus
- Astropecten caribemexicanensis
- Astropecten celebensis
- Astropecten cingulatus
- Astropecten comptus
- Astropecten debilis
- Astropecten diplacanthus
- Astropecten dubiosus
- Astropecten duplicatus
- Astropecten dussumieri
- Astropecten eremicus
- Astropecten eucnemis
- Astropecten euryacanthus
- Astropecten exiguus
- Astropecten exilis
- Astropecten fasciatus
- Astropecten formosus
- Astropecten fragilis
- Astropecten gisselbrechti
- Astropecten gracilis
- Astropecten granulatus
- Astropecten griegi
- Astropecten guineensis
- Astropecten hawaiiensis
- Astropecten hemprichi
- Astropecten hermatophilus
- Astropecten huepferi
- Astropecten ibericus
- Astropecten imbellis
- Astropecten indicus
- Astropecten inermis
- Astropecten inutilis
- Astropecten irregularis
- Astropecten jarli
- Astropecten javanicus
- Astropecten jonstoni.
- Astropecten kagoshimensis
- Astropecten latespinosus
- Astropecten leptus
- Astropecten liberiensis
- Astropecten longipes
- Astropecten longispinus
- Astropecten luzonicus
- Astropecten malayanus
- Astropecten mamillatus
- Astropecten marginatus
- Astropecten mauritianus
- Astropecten mesodiscus
- Astropecten michaelseni
- Astropecten minadensis
- Astropecten monacanthus
- Astropecten multispinosus
- Astropecten nitidus
- Astropecten novaeguineae
- Astropecten nuttingi
- Astropecten olfersi
- Astropecten orientalis
- Astropecten ornatissimus
- Astropecten orsinii
- Astropecten pedicellaris
- Astropecten petalodea
- Astropecten platyacanthus
- Astropecten polyacanthus
- Astropecten preissi
- Astropecten primigenius
- Astropecten problematicus
- Astropecten productus
- Astropecten progressor
- Astropecten pugnax
- Astropecten pulcherrimus
- Astropecten pusillulus
- Astropecten pusillus
- Astropecten regalis
- Astropecten regularis
- Astropecten sanctaehelenae
- Astropecten sarasinorum
- Astropecten schoenleini
- Astropecten scoparius
- Astropecten siderialis
- Astropecten sinicus
- Astropecten sphenoplax
- Astropecten spiniphorus
- Astropecten spinulosus
- Astropecten sulcatus
- Astropecten sumbawanus
- Astropecten tamilicus
- Astropecten tasmanicus
- Astropecten tenellus
- Astropecten tenuis
- Astropecten tiedemanni
- Astropecten timorensis
- Astropecten triacanthus
- Astropecten triseriatus
- Astropecten umbrinus
- Astropecten validispinosus
- Astropecten vappa
- Astropecten variegatus
- Astropecten velitaris
- Astropecten verrilli